# Riberas de los Ríos Huebra, Yeltes, Uces y afluentes
Riberas de los Ríos Huebra, Yeltes, Uces y afluentes este o arie protejată (arie specială de conservare — SAC, sit de importanță comunitară — SCI) din Spania întinsă pe o suprafață de 5.244,55 ha, integral pe uscat.

## Localizare
Centrul sitului Riberas de los Ríos Huebra, Yeltes, Uces y afluentes este situat la coordonatele 40°47′16″N 6°24′24″W / 40.7877°N 6.4067°V.

## Înființare
Situl Riberas de los Ríos Huebra, Yeltes, Uces y afluentes a fost declarat sit de importanță comunitară în august 2000 pentru a proteja 14 specii de animale. Situl a fost protejat și ca arie specială de conservare în septembrie 2015.

## Biodiversitate
Situată în ecoregiunea mediteraneană, aria protejată conține 21 de habitate naturale: Râuri cu maluri nămoloase cu vegetație de Chenopodion rubri p.p. și Bidention p.p., Pajiști umede atlantice temperate cu Erica ciliaris și Erica tetralix, Fânețe de joasă altitudine (Alopecurus pratensis, Sanguisorba officinalis), Pseudostepă cu ierburi și specii anuale de Thero-Brachypodietea, Păduri de Quercus ilex și Quercus rotundifolia, Păduri de stejar galițio-portugheze cu Quercus robur și Quercus pyrenaica, Lande oro-mediteraneene cu formațiuni endemice de grozamă, Depresiuni pe substraturi de turbă de Rhynchosporion, Pante stâncoase silicioase cu vegetație casmofită, Roci stâncoase cu vegetație pionieră de Sedo-Scleranthion sau Sedo albi-Veronicion dillenii, Galerii de Salix alba și de Populus alba, Pajiști umede mediteraneene cu ierburi înalte de Molinio-Holoschoenion, Mlaștini turboase de tranziție și turbării mișcătoare, Păduri termofile cu Fraxinus angustifolia, Lacuri eutrofice naturale cu vegetație de tip Magnopotamion sau Hydrocharition, Iazuri temporare mediteraneene, Cursuri de apă de la nivel de câmpie la nivel montan, cu vegetație Ranunculion fluitantis și Callitricho-Batrachion, Dehesas cu Quercus spp. perene, Râuri mediteraneene cu debit permanent și vegetație de Glaucium flavum, Pajiști uscate europene, Păduri aluvionare cu Alnus glutinosa și Fraxinus excelsior (Alno-Padion, Alnion incanae, Salicion albae).
La baza desemnării sitului se află mai multe specii protejate:
- amfibieni (1): Discoglossus galganoi
- mamifere (4): vidră de râu (Lutra lutra), liliac cu aripi lungi (Miniopterus schreibersii), liliacul mediteranean cu potcoavă (Rhinolophus euryale), liliacul mare cu potcoavă (Rhinolophus ferrumequinum)
- nevertebrate (2): fluturele auriu (Euphydryas aurinia), rădașcă (Lucanus cervus)
- pești (4): Cobitis paludica, Pseudochondrostoma duriense, Rutilus alburnoides, Rutilus lemmingii
- reptile (3): țestoasa de baltă (Emys orbicularis), Lacerta schreiberi, Mauremys leprosa

Pe lângă speciile protejate, pe teritoriul sitului au mai fost identificate 10 specii de plante, 8 specii de amfibieni, 7 specii de mamifere, 2 specii de pești.